# 万新恒
万新恒（1972年12月—），男，汉族，湖北黄冈人，中华人民共和国政治人物，中国共产党党员，第十三届全国人民代表大会宁夏地区代表。

## 生平
畢業於北京大学计算机系微电子专业。2015年至2018年，擔任中共中卫市委副书记、市长。2018年2月24日，当选为第十三届全国人大代表。。2018年10月，轉任宁夏回族自治区工业和信息化厅党组副书记、副厅长。